# Nemoraea discoidalis
Nemoraea discoidalis là một loài ruồi trong họ Tachinidae.